# Søren Dahl Jeppesen
Søren Dahl Jeppesen (f.1980) er en dansk guitarist og komponist, født og opvokset i Risskov ved Aarhus.
Han debuterede med bandet Pauseland i 2006 og bosatte sig samme år i København, hvor han afsluttede sin uddannelse fra Rytmisk Musikkonservatorium.
Han har efterfølgende udgivet tre albums i eget navn - "Route One" (2010), "Red Sky" (2011) og "Pipe Dreams" (2013). Alle i samarbejde med den islandske saxofonist Òskar Gudjónsson  .
Søren Dahl Jeppesens musik beskrives oftest som afdæmpet, melankolsk og enkel, med inspiration hentet fra bl.a Jan Johansson og J.S. Bach . Udgivelsen "Red Sky" blev præmieret af Statens Kunstfond som en af de bedste danske rytmiske udgivelser i 2011 . Samme år var "Red Sky" nomineret til to Danish Music Awards i 2011 i kategorierne Årets Danske Jazzudgivelse og Årets Nye Danske Jazz Navn 
Sideløbende med sin solokarriere har Dahl Jeppesen spillet/indspillet med sangerinderne Indra , Billie Koppel (Catbird), Elou Elan, Elisabeth Gjerluff Nielsen samt saxofonisterne Jesper Zeuthen og Jakob Dinesen. Som studiemusiker har han arbejdet med bl.a. Annisette (projektet "Billeddigt Vadehavet", 2009 ) og Carpark North, hvor han er gæstesolist på sangen "Just Like Me" fra albummet "Phoenix" (2014). Han har desuden komponeret musik til flere danseforestillinger af koreografen Tali Razga.
Søren Dahl Jeppesen er sideman på udgivelserne Indra: In Between  og Aske Drasbæk Group: Old Ghost, der begge vandt hæder med Danish Music Awards i henholdsvis 2012 og 2013.

## Diskografi

### Som bandleder
"Pipe Dreams" (2013)
"Red Sky" (2011)
"Route One" (2010)

### I ensembles
Pauseland - "Palindrome" (2008)
Cowboy Passion - "Cowboy Passion" (2006)
Pauseland - "Pauseland" (2006)

### Som sidemand
Aske Drasbæk Group - "Old Ghost" (2013)
Indra - "In Between" (2012)
Catbird - "Sweet Cry" (2011)